# Gromov Air

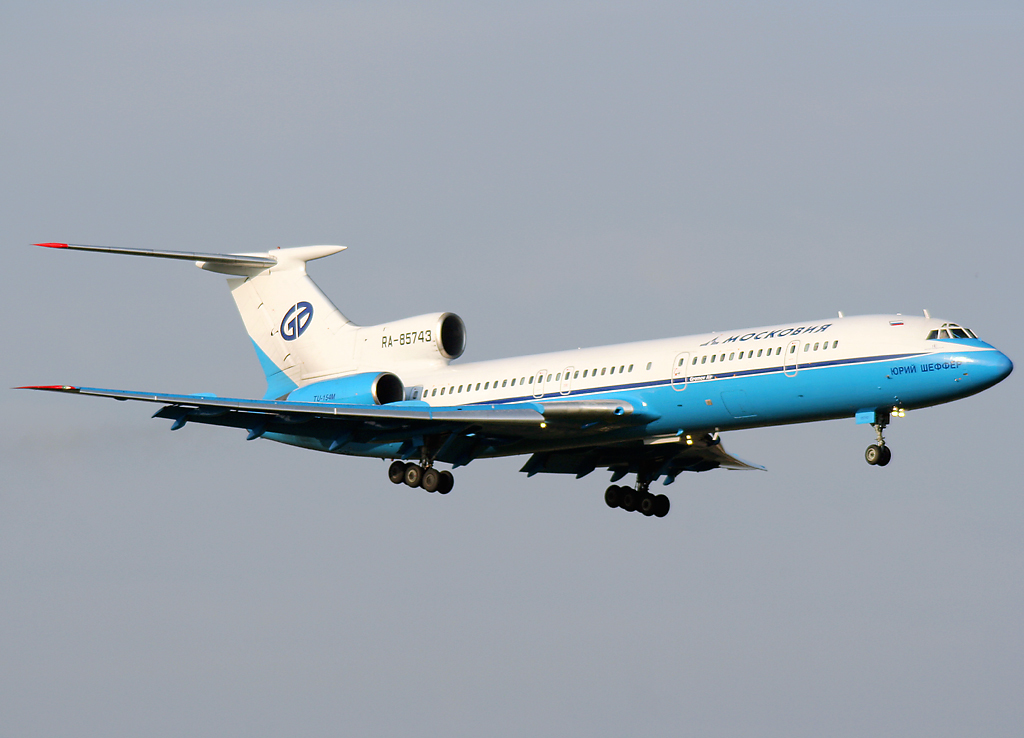
Moskovia Airlines

Moskovia Airlines (Russisch: Авиакомпания МОСКОВИЯ) was een Russische luchtvaartmaatschappij met haar hoofdkantoor in Moskou.
Zij voerde passagiers-, vracht- en chartervluchten uit.

## Code informatie
- IATA-code   : 3R
- ICAO-code   : GAI
- roepletter  : Gromov Airline

## Geschiedenis
Gromov Air is in 1995 ontstaan uit het Russische Vluchtonderzoeksinstituut. Vanaf medio 2006 is de nieuwe naam Moscovia Airlines en vervalt de naam Gromov Air.

## Diensten
Gromov Air voerde lijnvluchten uit naar: (juli 2006)
Binnenland:  
- Anapa, Moskou, Oeraj en Voronezj

Buitenland:
- Jerevan

## Vloot
De vloot van Gromov Air bestond uit: (sept.2006)
- 2 Tupolev TU-154B
- 3 Tupolev TU-154M
- 4 Tupolev TU-134A
- 1 Ilyushin IL-76
- 3 Antonov AN-12BP
- 1 Antonov AN-30A
- 1 Antonov AN-24RV
- 1 Antonov AN-24V